# Berbessa
 (octobre 2021).
Si vous disposez d'ouvrages ou d'articles de référence ou si vous connaissez des sites web de qualité traitant du thème abordé ici, merci de compléter l'article en donnant les références utiles à sa vérifiabilité et en les liant à la section « Notes et références ».
Berbessa est un village algérien qui se situe au centre de la commune de Chaiba dans la Wilaya de Tipaza.

## Histoire
Ce village est créé par les Français en 1902.

## Géographie

### Situation
Le territoire du village est à Chaiba qui se situe à l'est de la wilaya de Tipaza.

### Relief et hydrographie
Une haute plaine sur le sahel et une seconde basse au niveau de la Mitidja. Trois cours d'eau importants s'y rejoignent, l'Oued Chiffa, l'Oued Djer s'y jettent dans l'Oued Mazafran. Une forêt sépare Chaiba de Berbessa sur les contreforts du Sahel comme la commune de Chaiba.